# 迪納摩站
迪納摩站（羅馬化：Dinamo）是莫斯科地鐵莫斯科河畔線的一個車站，位於列寧格勒大道的地下，站名來自於附近的中央迪納摩體育場。迪納摩站開通於1938年，車站以體育為設計主題。迪納摩站日均乘客數為52,500人，在有體育賽事時會明顯增加。